# Німецький футбольний союз
Футбольний союз Німеччини (нім. Deutscher Fußball-Bund, DFB) — асоціація, що здійснює контроль і управління футболом в Німеччині. Штаб-квартира розташована у Франкфурті. ФСН заснований у 1900 році, член ФІФА з 1904 року, а УЄФА з 1954 року. У період з 1945 по 1950 були поза ФІФА. Асоціація організовує діяльність та здійснює керування національними збірними з футболу, включаючи головну національну збірну.
Під егідою федерації проводяться змагання у Бундеслізі.
Союз поділений на 5 регіональних федерацій, які своєю чергою поділяються на 21 регіональну федерацію. До союзу входять 26 000 футбольних клубів, два мільйони активних гравців, а загальна кількість членів становить понад шість мільйонів. До Футбольного союзу Німеччини входять 8 600 жіночих клубів та близько 870 000 жінок. Футбольний союз Німеччини найбагатша спортивна федерація у світі.

## Президенти
- 1900–1904 Фердинанд Хюппе
- 1904–1905 Фрідріх Вільгельм Ное
- 1905–1925 Готфрід Хінце
- 1925–1945 Фелікс Линнеман
- 1949–1962 Пеко Баувенс
- 1962–1975 Герман Гьосман
- 1975–1992 Герман Нойбергер
- 1992–2001 Еґідиус Браун
- 2001–2006 Герхард Майєр-Форфельдер
- 2004–2012 Тео Цванцигер
- 2012–2015 Вольфганг Нірсбах
- 2015– ...